# Berufsbezeichnung
Eine Berufsbezeichnung benennt einen Beruf. Jeder Beruf beinhaltet auch Tätigkeitsüberbegriffe oder Berufsgruppen, etwa „Sachbearbeiter“, „Techniker“, „Handwerker“, „Gestalter“, „Designer“ (vergleiche Berufliche Funktion). In Personalunion können auch mehrere Funktionen ausgeübt werden, etwa „Abteilungsleiter Forschung, Betriebsratsmitglied und Beauftragter für Arbeitsschutz“. Sprachwissenschaftlich gesehen sind Berufsbezeichnungen eine Untergruppe der Personenbezeichnungen (Nomen Agentis), die einen der Haupttypen der Substantive bilden.

## Deutschland
Seit 2011 wurde die von der Bundesagentur für Arbeit entwickelte Klassifikation der Berufe 2010 (KldB 2010) deutschlandweit eingeführt und löste zwei verschiedene, bis dahin gültige nationale Klassifizierungen der Berufe ab. Sie beruht nicht auf der International Standard Classification of Occupations und umfasst etwa 24.000 Berufs- und Tätigkeitsangaben.  Das Führen von Berufsbezeichnungen in Deutschland ist nicht durch die Klassifikation der Berufe 2010, sondern durch verschiedene Gesetze und Verordnungen geregelt. Viele Berufsbezeichnungen sind gesetzlich geschützt und dürfen nur von Personen verwendet werden, die bestimmte Voraussetzungen erfüllen.

### Führung von Berufsbezeichnungen
Eine Berufsbezeichnung kann führen, wer einen Beruf a) ausübt (auch beurlaubt, arbeitsunfähig, suspendiert) oder b) erlernt hat und dauerhaft nicht mehr ausübt. Nahezu alle Berufsbezeichnungen gibt es sowohl in grammatisch weiblicher als auch in grammatisch männlicher Form.
Personen in der Ausbildung dürfen eine Berufsbezeichnung nur führen, wenn diese mit einem entsprechenden Zusatz versehen ist. In Deutschland wird zwischen der Führung von Berufsbezeichnungen und der Führung von Titeln oder akademischen Graden unterschieden. Einschlägig ist etwa die Strafvorschrift § 132a Strafgesetzbuch.

#### Geschützte Berufsbezeichnungen
Das Führen folgender Berufsbezeichnungen ist geschützt und ohne dafür erteilte Erlaubnis nach § 132a StGB Missbrauch von Titeln, Berufsbezeichnungen und Abzeichen strafbewehrt:
- Apotheker
- Arzt, Tierarzt, Zahnarzt
- Psychotherapeut, Psychologischer Psychotherapeut, Kinder- und Jugendlichenpsychotherapeut
- Rechtsanwalt, Kammerrechtsbeistand, Patentanwalt
- Öffentlich bestellter Sachverständiger
- Wirtschaftsprüfer, vereidigter Buchprüfer, Steuerberater, Steuerbevollmächtigter
- akademische Grade vor oder in Zusammenhang mit einer Berufsbezeichnung; etwa die Bezeichnung „Diplom“ vor oder in Zusammenhang mit einer Berufsbezeichnung oder Fachrichtung, da sie einen akademischen Grad impliziert, z. B. Diplomschauspieler, Diplom-Ingenieur (FH), auch: Diplom für Freie Kunst.
- in- und ausländische Amtsbezeichnungen, Dienstbezeichnungen und Dienstgrade, etwa Regierungsrat, Kriminalkommissar, Lokomotivführer, Lehrer und Assessor
- in- und ausländische kirchliche Amtsbezeichnungen (etwa Pfarrer, Pastor oder Kirchenrat).

Nach sonstigen gesetzlichen Bestimmungen geschützte Berufsbezeichnungen (ohne Anspruch auf Vollständigkeit):
- Altenpfleger (ordnungswidrig nach § 27 Altenpflegegesetz)
- Architekt (landesrechtlich geschützt, etwa in Baden-Württemberg)[2]
- Ergotherapeut
- Erzieher
- Gesundheits- und Krankenpfleger, Krankenpfleger oder Krankenschwester; Gesundheits- und Kinderkrankenpfleger oder Kinderkrankenschwester/Kinderkrankenpfleger (ordnungswidrig nach § 21 Krankenpflegegesetz)
- Hebamme/Entbindungspfleger (ordnungswidrig nach § 25 Hebammengesetz)
- Heilpraktiker (nicht ausschließlich geschützt, siehe Gesetz über die berufsmäßige Ausübung der Heilkunde ohne Bestallung)
- Ingenieur (landesrechtlich geschützt)[3]
  - Beratender Ingenieur (landesrechtlich geschützt, etwa in Baden-Württemberg)[4]
- Innenarchitekt (landesrechtlich geschützt, etwa in Baden-Württemberg)[2]
- Landschaftsarchitekt (landesrechtlich geschützt, etwa in Baden-Württemberg)[2]
- Staatlich geprüfter Lebensmittelchemiker (landesrechtlich geschützt beispielsweise in Berlin,[5] Brandenburg[6] und Nordrhein-Westfalen[7]) oder Lebensmittelchemiker (landesrechtlich geschützt in Hamburg[8]) und davor die vor Einführung dieser Bezeichnung verwendete Bezeichnung Nahrungsmittelchemiker
- Logopäde
- Notar
- Notfallsanitäter (Ordnungswidrigkeit nach dem § 28 Notfallsanitätergesetz)
- Pflegefachfrau oder Pflegefachmann
- Physiotherapeut (Ordnungswidrigkeit nach § 15 Abs. 1 Nr. 1b des Gesetzes über die Berufe in der Physiotherapie – Masseur- und Physiotherapeutengesetz)
- Podologe
- Polier
- Rettungsassistent (Ordnungswidrigkeit nach dem Rettungsassistentengesetz)
- Stadtplaner (landesrechtlich geschützt, etwa in Baden-Württemberg)[2]
- Zertifizierter Mediator (§ 5 Mediationsgesetz)

- Staatliche Abschlussbezeichnungen:
  - von Fachschulen, beispielsweise Staatlich geprüfter Techniker oder Staatlich geprüfter Betriebswirt
  - von Berufsfachschulen, beispielsweise Staatlich anerkannter Ergotherapeut oder Staatlich geprüfter Physiotherapeut
  - von Berufsakademien, beispielsweise Diplom-… (BA) oder Bachelor (diese sind keine akademischen Grade)
- Abschlüsse auf Meisterebene, beispielsweise Handwerksmeister, Industriemeister, Fachmeister oder Fachwirt
- Berufsbezeichnungen, die den Begriff „Inkasso“ enthalten sowie die Berufsbezeichnung „Rentenberater“ oder diesen zum Verwechseln ähnliche Bezeichnungen dürfen nur von entsprechend registrierten Personen geführt werden (§ 11 Abs. 4 Gesetz über außergerichtliche Rechtsdienstleistungen).

Die Berliner Senatsverwaltung für Wissenschaft und Kultur führt zur Führung des akademischen Grades vor einer Berufsbezeichnung aus: „Wer seinem Namen die Bezeichnung ‚Diplombetriebswirt‘ anfügt, führt einen Hochschulgrad, denn die Bezeichnung ‚Diplom-…‘ setzt einen Hochschulabschluss voraus. Wer sich hingegen ‚Betriebswirt‘ nennt, führt die entsprechende Berufsbezeichnung.“

#### Beispiele nicht geschützter Berufsbezeichnungen
Viele Berufsbezeichnungen, bei denen man dem Anschein nach auf eine nach ordnungsgemäßer Prüfung abgeschlossene Ausbildung oder ein abgeschlossenes wissenschaftliches Studium schließen könnte, sind nicht geschützt.
Sie können somit von jeder Person aufgrund nicht vorhandener gesetzlicher Regelung legal geführt werden und sind kein Beweis besonderer Fachkompetenzen oder gar besonderer rechtlicher Befugnisse.
Werden allerdings auch ungeschützte Berufsbezeichnungen im Berufsleben (etwa bei Bewerbungen, Vertragsabschlüssen) verwendet, ohne dass man über die entsprechende Qualifikation verfügt, verstößt dies eventuell als irreführende Werbung gegen die Paragraphen § 3 oder § 16 des Gesetzes gegen den Unlauteren Wettbewerb (UWG). Unter bestimmten Voraussetzungen kommt auch eine Strafbarkeit wegen Betrugs gem. § 263 StGB in Betracht; dies gilt insbesondere für Formen des Anstellungsbetrugs.
Beispiele solcher Bezeichnungen, die als staatliche Abschlüsse oder Amtsbezeichnungen missdeutet werden können, sind
- Lehrbeauftragter, Wissenschaftler, Forscher, Lehrer[10] (die Amtsbezeichnung „Lehrer“ ist allerdings geschützt), Dozent, Pädagoge
- Jurist, Ethnologe, Biologe, Virologe, Physiker, Informatiker, Meteorologe
- Medienwissenschaftler, Journalist, Redakteur
- Mediziner, Pfleger, Sanitäter
- Detektiv, Privatdetektiv, Ermittler, Personenschützer
- Coach,[11] Sachverständiger (siehe auch oben), Gutachter, Experte, Unternehmensberater, Vermögensberater, Versicherungsvertreter
- Betriebswirt, Buchhalter (sofern ohne Zusatz wie beispielsweise Geprüfter Betriebswirt oder Geprüfter Bilanzbuchhalter), Havariekommissar
- Bibliothekar
- Mediator (sofern ohne Zusatz wie beispielsweise Zertifizierter Mediator)
- Flugkapitän, Kapitän, Matrose, Pilot
- Lokführer (Lokomotivführer ist hingegen als Amtsbezeichnung geschützt)
- Designer
- Schauspieler
- Techniker, (sofern ohne Zusatz wie beispielsweise Staatlich geprüfter Techniker)
- Aktuar
- Hundetrainer, Imker
- Maskenbildner (sofern ohne Zusatz wie beispielsweise staatlich geprüfter/anerkannter Maskenbildner)
- Kosmetiker (sofern ohne Zusatz wie beispielsweise staatlich geprüfter/anerkannter Kosmetiker)
- Webmaster
- Seelsorger[12]

## Schweiz
In der Schweiz sind die Regeln zu geschützten Berufsbezeichnungen in unterschiedlichen Gesetzen geregelt. Für die Titel, die von den vom Bund geführten Eidgenössischen Technischen Hochschulen (ETH Zürich und ETH Lausanne) vergeben werden, gilt das Bundesgesetz vom 4. Oktober 1991 über die Eidgenössischen Technischen Hochschulen (ETH-Gesetz). Dort heißt es in Artikel 38:

„Mit Buße wird bestraft, wer:
a. sich als Dozent einer ETH ausgibt, ohne dass er dazu ernannt worden ist;
b. einen ETH-Titel führt, ohne dass er ihm verliehen worden ist;
c. einen Titel verwendet, der den Eindruck erweckt, er sei ihm von einer ETH verliehen worden.“

Für Titel, die durch eine Lehre, optional ergänzt durch eine Ausbildung an einer Fachhochschule, erworben werden, gilt das Bundesgesetz über die Berufsbildung (Berufsbildungsgesetz, BBG). Während das Gesetz die eigentlichen Titel nicht nennt, sondern dabei auf den Verordnungsweg verweist, der diese für die einzelnen Berufe individuell regelt, definiert es in Artikel 36 ebenfalls einen Titelschutz:

„Titelschutz
Nur Inhaberinnen und Inhaber eines Abschlusses der beruflichen Grundbildung und der höheren Berufsbildung sind berechtigt, den in den entsprechenden Vorschriften festgelegten Titel zu führen.“

Artikel 63 nennt auch gleich die Strafbestimmungen:

„Titelanmassung
1 Mit Buße wird bestraft, wer:
a. einen geschützten Titel führt, ohne die erforderlichen Prüfungen bestanden oder ein gleichwertiges Qualifikationsverfahren erfolgreich durchlaufen zu haben;
b. einen Titel verwendet, der den Eindruck erweckt, er oder sie habe die entsprechende Prüfung bestanden oder ein gleichwertiges Qualifikationsverfahren erfolgreich durchlaufen.
2 Die Strafbestimmungen des Bundesgesetzes vom 19. Dezember 1986 gegen den unlauteren Wettbewerb bleiben vorbehalten.“

## Berufsbezeichnungen in Europa aus genderlinguistischer Perspektive

### Grammatische Grundlagen im Deutschen
Die Grammatikduden erklärt in seiner 9. Ausgabe 2016 zur „Kongruenz im Genus“ (Übereinstimmung im grammatischen Geschlecht) in Bezug auf Berufsbezeichnungen:

„Berufsbezeichnungen können ohne Artikel in Prädikativen auftreten. Dieser Gebrauch hebt die Berufsrolle hervor. Es ist hier daher zulässig, auch bei Bezug auf eine weibliche Person die maskuline Form zu verwenden. Viele beurteilen diesen Gebrauch allerdings als veraltet:
- [Tanja Meier] ist [Ärztin/Arzt im Praktikum]. [Hilde Krause] wird [Typografin/Typograf]. [Ulla Müller] arbeitet als [Zeichnerin/Zeichner].

[…] Zur Vermeidung von Missverständnissen kann man Paarformen verwenden:
- (Zweideutig:) Tanja Meier ist [die erste Ärztin], die diese Operation gewagt hat.
(Irritierend:) Tanja Meier ist [der erste Arzt], der diese Operation gewagt hat.
(Umformulierung:) [Tanja Meier] ist [die Erste unter den Ärzten und Ärztinnen], die diese Operation gewagt hat.“

Zur Verwendung als Gattungsbezeichnung können neben Titeln und Verwandtschafts- auch Berufsbezeichnungen in den Eigennamen integriert werden; sie werden nicht flektiert: „[Oberärztin Dr. Katharina Hahns] Visite; [Bäckermeister Pfister] → [Bäckermeister Pfisters] legendäre Brötchen“.

### Sprachliche Gleichbehandlung von Männern und Frauen bei Berufsbezeichnungen
Im Jahr 1976 erfolgte die Veröffentlichung der Richtlinie 76/207/EWG der Europäischen Wirtschaftsgemeinschaft zur Gleichstellung der Frau im Arbeitsleben. Danach wurden in Europa eine Reihe von gesetzlichen Maßnahmen verabschiedet. Es erfolgte die Herausgabe von Verordnungen und Gründungen von Kommissionen, welche für eine Gleichbehandlung von Männern und Frauen sorgen sollten und diese Forderung auch auf sprachlicher Ebene zum Ausdruck brachten. So wurde etwa in der Bundesrepublik Deutschland 1979 geregelt, dass künftig in Ausbildungsordnungen männliche und weibliche Berufsbezeichnungen verwendet werden müssen. Das Bürgerliche Gesetzbuch wurde 1980 um den Paragraphen § 611b BGB ergänzt, indem eine geschlechtsneutrale Arbeitsplatzausschreibung verankert wurde.
In den Niederlanden gbit es seit 1980 das Gesetz zur Gelijke behandeling van mannen en vrouwen bij de arbeid („Gleichbehandlung von Männern und Frauen bei der Arbeit“), mit der Forderung, in Stellenanzeigen sowohl weibliche wie männliche Personen anzusprechen.
In Frankreich richtete Yvette Roudy, Ministerin für die Rechte der Frau, 1984 eine eigene Kommission ein zur Formulierung frauengerechter Berufs- und Funktionsbezeichnungen. Die Kommission erarbeitete Vorschläge für die Verwendung weiblicher Bezeichnungen, Titel und Dienstgrade und schlug eine einheitliche Regelung vor. 1986 ließ der scheidende sozialistische Premierminister Laurent Fabius dieses Zirkular den entsprechenden Dienststellen zur Beachtung zukommen (Circulaire du 11 mars 1986 relative à la féminisation des noms de métier, fonction, grade ou titre). Allerdings lehnte die Académie française weiterhin sämtliche Formen der geschlechtergerechten Sprache ab, selbst weibliche Endungen für Berufsbezeichnungen. Erst im Februar 2019 stellte die Académie mit nur zwei Gegenstimmen fest, dass es keine prinzipiellen Hinderungsgründe gebe, in der französischen Sprache Berufs- und Funktionsbezeichnungen sowie Titel und akademische Grade in der weiblichen Form zu verwenden (siehe auch Gendern im Französischen).

### Neutralisierung und Beidnennung
Um eine sprachliche Gleichbehandlung der beiden Geschlechter zu erzeugen, lassen sich zwei Hauptstrategien unterscheiden:
1. Neutralisierung: Diese Strategie bietet wiederum zwei mögliche Varianten, um eine sprachliche Gleichbehandlung von Männern und Frauen bei Berufsbezeichnungen zu erzielen. Zum einen kann dies durch die Verwendung von sogenannten geschlechtsneutralen Personenbezeichnungen geschehen, durch die sowohl weibliche als auch männliche Personen angesprochen werden können. Als Beispiele für diese Art der geschlechtsneutralen Berufsbezeichnungen wären im Deutschen etwa „die Fachkraft“ oder „die Lehrkraft“ zu nennen. Im Englischen sollte beispielsweise fireman durch firefighter ersetzt werden, denn durch die Verwendung dieser Berufsbezeichnung können sowohl Männer als auch Frauen gleichermaßen angesprochen werden.
Die zweite Möglichkeit die Neutralisation anzuwenden kann im Deutschen dadurch erreicht werden, dass eine Pluralform eines normalisierten Adjektivs oder Partizips verwendet wird, etwa „die Studierenden“ oder „die Angestellten“.
2. Beidnennung: Diese wird dadurch erreicht, indem beide Geschlechter „sichtbar“ gemacht werden durch Nennung der weiblichen und der männlichen Berufsbezeichnung, um eine sprachliche Gleichbehandlung zu erreichen.[22]

Beispiele für mögliche Beidnennungen:
- alle Lehrerinnen und Lehrer, Lehrer/innen, Lehrer*innen
- französisch: les étudiantes et les étudiants oder les étudiantEs (vergleiche Weibliche Bezeichnungen im Französischen)

### Auffälligkeiten bei männlichen und weiblichen Berufsbezeichnungen im europäischen Sprachraum

#### „Männer in stereotypen Frauenberufen“
Männliche Berufsbezeichnungen werden häufig als Ableitungsbasis für weibliche Berufsbezeichnungen herangezogen. So erfolgt die Bildung von weiblichen Berufsbezeichnungen beispielsweise im Deutschen meist durch das Anhängen des Femininsuffixes -in, an ein maskulines Personensuffix, etwa bei „Fahr-er-in“. Im Gegensatz dazu dienen weibliche Berufsbezeichnungen selten als Basis für eine Derivation, um ein männliches Pendant zu schaffen. Meist erfolgt eine Schaffung gänzlich neuer maskuliner Termini, welche oft mit einer (sprachlichen) Aufwertung des Berufs verbunden sind.
Als Beispiel im Deutschen kann hier die Berufsbezeichnung „Entbindungspfleger“ angefügt werden. Diese wurde im Jahr 1985 geschaffen, nachdem das Urteil des Bundesverwaltungsgerichts vom 21. März 1972 den ministeriellen Sprachschöpfer/innen untersagte, die Bezeichnungen „Hebammer“ oder „Hebammerich“ zu verwenden. Diese Bezeichnungen wurden ausgeschlossen, weil diese einen eindeutig femininen Ursprung und Charakter hätten. So setzte sich neben anderen Vorschlägen etwa „Geburtspfleger“ oder „Geburtenassistent“ die Berufsbezeichnung „Entbindungspfleger“ durch. Auch etwa im Französischen wurde die Berufsbezeichnung sage-femme ‚Hebamme‘ nicht als Ableitungsbasis für das männliche Pendant genutzt, sondern die Bezeichnung accoucheur ‚Geburtshelfer‘ eingeführt.
Häufig werden von neugeschaffenen männlichen Berufsbezeichnungen dann wieder weibliche Berufsbezeichnungen abgeleitet.
Beispiele:
- dt. „Erzieher“ und „Erzieherin“
- franz. accoucheur ‚Geburtshelfer‘ und accoucheuse ‚Geburtshelferin‘ (siehe auch Movierte weibliche Bezeichnungen im Französischen)

#### Männliche und weibliche Berufsbezeichnungen und ihr Prestige
Oft werden männliche Berufsbezeichnungen mit einer prestigereicheren Tätigkeit verbunden als ihr weibliches Pendant. Soll heißen, dass feminine Formen oft mit beruflichen Tätigkeiten verbunden werden, die nicht so viel Ansehen genießen und einen niedrigeren Status innerhalb der entsprechenden Gesellschaft innehaben, wie ihr männliches Pendant.
Beispiele:
- Direktor (m) leitet ein Unternehmen vs. Direktrice (w) leitende Angestellte in der Bekleidungsindustrie[29]
- französisch: couturier (Modeschöpfer) vs. couturière (Schneiderin)[30]
- polnisch: kierownik (m) leitet ein Unternehmen vs. kierowniczka (w) leitet einen Laden[31]